# Saison 2 de l'émission Le Disney Channel
Voici le détail de la seconde saison de l'émission Le Disney Channel diffusée sur FR3 du 1er septembre 1985 au 31 août 1986.

## Animateurs et Fiche technique

### Les Animateurs
Tout au long de son existence l’émission a eu de manière majoritaire deux animateurs. Ce tandem de garçons reposait au cours de cette saison sur :
- Jean Rochefort
- Guy Montagné

### Fiche de l'émission
- Réalisation : Dominique Bigle et Maxime Debest
- Production : Dominique Bigle et Gérard Jourd'hui

## Courts-métrages classiques diffusés
Les dessins animés de l’émission étaient annoncés dans la rubrique Télévision du Journal de Mickey. Ils étaient diffusés dans les rubriques Bon week-end Mickey et Donald présente. Ils regroupaient les séries ci-dessous:
- Mickey Mouse
- Donald Duck
- Dingo
- Donald & Dingo
- Pluto
- Tic et Tac
- Silly Symphonies

### Bon week-end Mickey
Voici une liste non exhaustive de ces derniers :
- Mickey et le phoque et Dingo et Dolorès (émission du samedi 7 septembre 1985)[1]
- Les Locataires de Mickey et Dingo champion de ski (émission du samedi 14 septembre 1985)[2]
- La Souris volante et Dingo fait du basket (émission du samedi 21 septembre 1985)[3]
- Trois Espiègles Petites Souris et Dingo fait de l'équitation (émission du samedi 28 septembre 1985)[4]
- Pluto et les coyotes et Dingo et Wilbur (émission du samedi 5 octobre 1985)[5]
- Pluto Casanova et Dingo champion olympique (émission du samedi 12 octobre 1985)[6]
- Symphonie d'une cour de ferme et Dingo fait du ski nautique (émission du samedi 19 octobre 1985)[7]
- Pluto et la Cigogne et Attention fragile (émission du samedi 26 octobre 1985)[8]
- Mickey et son équipe de polo et La Fête de Pluto (émission du samedi 2 novembre 1985)[9]
- Vacances à Hawaï et Ça chauffe chez Pluto (émission du samedi 9 novembre 1985)[10]
- Patrouille canine et Dingo va à la chasse (émission du samedi 16 novembre 1985)[11]
- À travers le miroir et Pluto bandit (émission du samedi 23 novembre 1985)[12]
- Le cauchemar de Mickey et Pluto au pays des tulipes (émission du samedi 30 novembre 1985)[13]
- Mickey postier du ciel et Souvenirs d'Afrique (émission du samedi 7 décembre 1985)[14]
- Mickey tireur d'élite et Dingo et le lion (émission du samedi 14 décembre 1985)[15]
- La nuit avant Noël et Mickey, père Noël (émission du samedi 21 décembre 1985) [16]
- L'Atelier du Père Noël et L'Arbre de Noël de Pluto (émission du samedi 28 décembre 1985) [17]
- Le mouton devient loup et Le protégé de Pluto (émission du samedi 4 janvier 1986) [18]
- Sports d'hiver et Les Chiens de secours (émission du samedi 11 janvier 1986) [19]
- L'Éléphant de Mickey et Dingo est Papa (émission du samedi 25 janvier 1986)[20]
- La partie de campagne et Pluto détective (émission du samedi 1er février 1986)[21]
- Pas de cow-boy sans cheval et Dingo joue au foot (émission du samedi 8 février 1986)[22]
- Mickey bienfaiteur (émission du samedi 15 février 1986)[23]
- Premiers Secours et Pluto Junior (émission du samedi 22 février 1986)[24]
- Le Rêve de Pluto et Le meilleur ami de l'homme (émission du samedi 15 mars 1986)[25]
- Pluto et son instinct et Dingo architecte (émission du samedi 22 mars 1986)[26]
- Pluto et l'Armadillo et Les Trois Petits Loups (émission du samedi 29 mars 1986)[27]
- Pluto a des envies et Les profs sont comme tout le monde (émission du samedi 5 avril 1986)[28]
- Mickey et Pluto au Mexique et Papa est de sortie (émission du samedi 12 avril 1986)[29]
- Le Jardin de Mickey et Dingo joue au baseball (émission du samedi 19 avril 1986)[30]
- En route pour l'Ouest et Hello Aloha (émission du samedi 26 avril 1986)[31]
- Tic et Tac et Clarisse et Dingo et Donald au Far West (émission du samedi 3 mai 1986)[32]
- Trois au petit déjeuner et Une petite poule avisée (émission du samedi 10 mai 1986)[33]
- Le pirate du garde-manger et Chasseur d'élan(émission du samedi 17 mai 1986)[34]
- Pluto fait du zèle et Bâtissons (émission du samedi 24 mai 1986)[35]

### Donald présente
Voici une liste non exhaustive de ces derniers :
- Donald fermier (émission du samedi 7 septembre 1985)[1]
- Allez à table! et Donald fait du camping (émission du samedi 14 septembre 1985)[2]
- Donald champion de hockey et Donald et le dragon mécanique (émission du samedi 21 septembre 1985)[3]
- Donald chez les écureuils et Donald est de sortie (émission du samedi 28 septembre 1985)[4]
- Le trappeur arctique (émission du samedi 5 octobre 1985)[5]
- Donald somnambule (émission du samedi 12 octobre 1985)[6]
- Les nouveaux voisins (émission du samedi 19 octobre 1985)[7]
- Le toilettage de Pluto(émission du samedi 26 octobre 1985)[8]
- Donald et Dingo colleurs d'affiche (émission du samedi 2 novembre 1985)[9]
- Donald pique-nique avec les fourmis (émission du samedi 9 novembre 1985)[10]
- Donald laveur de carreaux (émission du samedi 23 novembre 1985)[12]
- Donald et le lion et Johnny Pépin-de-Pomme (émission du samedi 30 novembre 1985)[13]
- La Poule aux œufs d'or et Des chats et des hommes (émission du samedi 7 décembre 1985)[14]
- Donald gardien de phare et Donald et l'écologie (émission du samedi 14 décembre 1985)[15]
- Donald bagarreur (émission du samedi 21 décembre 1985)[16]
- Donald forestier et La fabuleuse histoire de Mickey (émission du samedi 28 décembre 1985)[17]
- Donald gagne le gros lot (émission du samedi 4 janvier 1986)[18]
- Condor malgré lui (émission du samedi 11 janvier 1986)[19]
- L'Entreprenant M. Duck (émission du samedi 25 janvier 1986)[20]
- Donald et Pluto (émission du samedi 1er février 1986)[21]
- Force à la loi (émission du samedi 8 février 1986)[22]
- Donald blagueur (émission du samedi 15 février 1986)[23]
- Voix de rêve (émission du samedi 22 février 1986)[24]
- Au pays de la musique (émission du samedi 15 mars 1986)[25]
- La déesse du printemps (émission du samedi 22 mars 1986)[26]
- La Roulotte de Donald (émission du samedi 29 mars 1986)[27]
- Fille des ondes (émission du samedi 5 avril 1986)[28]
- Don Donald (émission du samedi 12 avril 1986)[29]
- Les Enfants des bois (émission du samedi 19 avril 1986)[30]
- Au pays de la berceuse (émission du samedi 26 avril 1986)[31]
- Donald à la fête foraine (émission du samedi 3 mai 1986)[32]
- Donald au ranch (émission du samedi 10 mai 1986)[33]
- Donald et la Sentinelle (émission du samedi 17 mai 1986)[34]
- Commando Duck (émission du samedi 24 mai 1986)[35]

## Les programmes de série et feuilleton
Les programmes de série et feuilleton étaient annoncés dans la rubrique Télévision du Journal de Mickey.
Voici une liste non exhaustive de ces derniers :

### Liste des épisodes de Winnie l'Ourson
- Le jour de l'amitié (émission du samedi 7 septembre 1985)[1]
- L'aventure en restant chez soi (émission du samedi 14 septembre 1985)[2]
- L'écho (émission du samedi 21 septembre 1985)[3]
- C'est mieux à la maison (émission du samedi 28 septembre 1985)[4]
- Ne jamais se décourager (émission du samedi 5 octobre 1985)[5]
- Jour de déguisement (émission du samedi 12 octobre 1985)[6]
- Bourriquet a perdu sa queue (émission du samedi 19 octobre 1985)[7]
- La fanfare (émission du samedi 26 octobre 1985)[8]
- Vacances pour Winnie  (émission du samedi 2 novembre 1985)[9]
- L'école de la forêt des rêves bleus (émission du samedi 9 novembre 1985)[10]
- Quand j'étais plus jeune (émission du samedi 16 novembre 1985)[11]
- C'est l'automne (émission du samedi 23 novembre 1985)[12]
- Pile ou face (émission du samedi 30 novembre 1985)[13]
- Petit Gourou s'est perdu (émission du samedi 7 décembre 1985)[14]
- La neige tombe sur la forêt des rêves bleus (émission du samedi 14 décembre 1985)[15]
- Noël à la forêt des rêves bleus (émission du samedi 21 décembre 1985)[16]
- La chorale de la forêt des rêves bleus (émission du samedi 28 décembre 1985)[17]
- Winnie fait le ménage (émission du samedi 4 janvier 1986)[18]
- Porcinet donne un coup de main (émission du samedi 11 janvier 1986)[19]
- Spaghettis, spaghettis, spaghettis (émission du samedi 25 janvier 1986)[20]
- Winnie emprunte à ses amis (émission du samedi 1er février 1986)[21]
- Faire semblant (émission du samedi 8 février 1986)[22]
- Bourriquet part en exploration (émission du samedi 15 février 1986)[23]
- Bourriquet résout un problème (émission du samedi 22 février 1986)[24]
- La règle du jeu (émission du samedi 15 mars 1986)[25]
- Le travail, c'est la santé (émission du samedi 22 mars 1986)[26]
- Tigrou le maladroit (émission du samedi 29 mars 1986)[27]
- Coco lapin et Bourriquet font une bonne action (émission du samedi 5 avril 1986)[28]
- Un pique-nique presque parfait (émission du samedi 12 avril 1986)[29]
- Porcinet découvre qui sont ses amis (émission du samedi 19 avril 1986)[30]
- Tigrou trouve un passe-temps (émission du samedi 26 avril 1986)[31]
- Premiers secours (émission du samedi 3 mai 1986)[32]
- Le coin secret de Porcinet (émission du samedi 10 mai 1986)[33]
- Un bruit merveilleux (émission du samedi 17 mai 1986)[34]
- Un délicieux ami à plumes (émission du samedi 24 mai 1986)[35]

### Liste des épisodes de séries
- L'épisode Le renard contre le loup de Zorro (émission du samedi 7 septembre 1985)[1]
- L'épisode Adieu monsieur le magistrat de Zorro ((émission du samedi 14 septembre 1985)[2]
- L'épisode Complice de l'Aigle noir de Zorro (émission du samedi 21 septembre 1985)[3]
- L'épisode Zorro par intérim de Zorro (émission du samedi 28 septembre 1985)[4]
- L'épisode Quintana fait son choix de Zorro (émission du samedi 5 octobre 1985)[5]
- L'épisode Zorro met le feu aux poudres de Zorro (émission du samedi 12 octobre 1985)[6]
- L'épisode L'homme au fouet de Zorro (émission du samedi 19 octobre 1985)[7]
- L'épisode La croix des Andes de Zorro (émission du samedi 26 octobre 1985)[8]
- L'épisode Les bolas mortelles de Zorro (émission du samedi 2 novembre 1985)[9]
- L'épisode Le puits de la mort de Zorro (émission du samedi 9 novembre 1985)[10]
- L'épisode Le nœud se resserre de Zorro (émission du samedi 16 novembre 1985)[11]
- L'épisode Les regrets du sergent de Zorro (émission du samedi 23 novembre 1985)[12]
- L'épisode L'aigle quitte le nid de Zorro (émission du samedi 30 novembre 1985)[13]
- L'épisode Bernardo en face de la mort de Zorro (émission du samedi 7 décembre 1985)[14]
- L'épisode La fuite de l'aigle de Zorro (émission du samedi 14 décembre 1985)[15]
- L'épisode Zorro fait cavalier seul de Zorro (émission du samedi 21 décembre 1985)[16]
- L'épisode Le cheval d'une autre couleur de Zorro (émission du samedi 28 décembre 1985)[17]
- L'épisode La señorita fait son choix de Zorro et la première partie l'épisode Davy Crockett, roi des trappeurs (émission du samedi 4 janvier 1986)[18]
- L'épisode Rendez-vous au coucher du soleil de Zorro et la seconde partie l'épisode Davy Crockett, roi des trappeurs (émission du samedi 11 janvier 1986)[19]
- L'épisode Davy Crockett et les pionniers de Davy Crockett (émission du samedi 25 janvier 1986)[20]
- L'épisode Zorro et le drapeau blanc de Zorro et première partie de l'épisode Au Sénat de Davy Crockett (émission du samedi 1er février 1986)[21]
- L'épisode Embuscade de Zorro et la seconde partie de l'épisode Au Sénat de Davy Crockett (émission du samedi 8 février 1986)[22]
- L'épisode Le farceur de Zorro et l'épisode Vainqueur des rapides de Davy Crockett (émission du samedi 15 février 1986)[23]
- L'épisode La flèche enflammée de Zorro et l'épisode Davy vainqueur des rapides de Davy Crockett (émission du samedi 22 février 1986)[24]
- L'épisode Les fugitifs de Zorro et l'épisode Davy et les pirates de la rivière de Davy Crockett(émission du samedi 15 mars 1986)[35]
- L'épisode La boîte en fer de Zorro et l'épisode Les pirates de la rivière de Davy Crockett(émission du samedi 22 mars 1986)[26]
- L'épisode Le gai cavalier de Zorro et l'épisode Dans le repaire des pirates de Davy Crockett (émission du samedi 29 mars 1986)[27]
- L'épisode Le repaire des pirates  de Davy Crockett (émission du samedi 5 avril 1986)[28]
- La première partie de l'épisode Fort Alamo de Davy Crockett (émission du samedi 12 avril 1986)[29]
- La seconde partie de l'épisode Fort Alamo de Davy Crockett (émission du samedi 19 avril 1986)[30]
- La première partie de l'épisode Kit Carson et la légende des montagnards de Kit Carson (émission du samedi 26 avril 1986)[31]
- La seconde partie de l'épisode Kit Carson et la légende des montagnards  de Kit Carson (émission du samedi 3 mai 1986)[32]
- Un épisode de Kit Carson (émission du samedi 10 mai 1986)[33]
- L'épisode Kit Carson et les montagnards de Kit Carson (émission du samedi 17 mai 1986)[34]
- L'épisode Zorro et l'homme de la montagne de Zorro et un épisode de Kit Carson où Randy est attaqué dans sa fuit par un loup émission du samedi 24 mai 1986)[35]

## Les rubriques

### Dessins animés éducatif et musicaux
- C'est la faute à la Samba, Donald dans le grand Nord (dessin animé) et Les cinq sens (émission du samedi 7 septembre 1985)[1]
- L'eau (émission du samedi 14 septembre 1985)[2]
- Le feu (émission du samedi 21 septembre 1985)[3]
- Casey au baseball (émission du samedi 28 septembre 1985)[4]
- Donald Dingue présente Le comportement humain (émission du samedi 5 octobre 1985)[5]
- Donald Dingue présente Le sommeil (émission du samedi 12 octobre 1985)[6]
- Donald Dingue présente la première partie de La psychologie de l'enfant (émission du samedi 19 octobre 1985)[7]
- Donald Dingue présente la seconde partie de La psychologie de l'enfant (émission du samedi 26 octobre 1985)[8]
- La première partie de Comment conduire sur une autoroute (émission du samedi 2 novembre 1985)[9]
- La seconde partie de Comment conduire sur une autoroute (émission du samedi 9 novembre 1985)[10]
- Cousin de campagne (émission du samedi 16 novembre 1985)[11]
- Le Petit Indien émission du samedi 23 novembre 1985)[12]

### DTV
- Un vidéoclip sur la chanson Sixteen tons de Ernie, un vidéoclip sur la chanson Little darling des Diamonds et un vidéoclip sur la chanson It takes to de Marvin Gaye et Kim Weston (émission du samedi 14 septembre 1985)[2]
- Un vidéoclip sur la chanson Too many fishes in see des Marvelettes et un vidéoclip sur la chanson Two lovers par Mary Wells( émission du samedi 21 septembre 1985)[3]
- Un vidéoclip sur la chanson At the top, un vidéoclip sur la chanson Long Tall Sally, un vidéoclip sur la chanson Dreamin et un vidéoclip sur la chanson Just my imagination (émission du samedi 5 octobre 1985)[5]
- Un vidéoclip sur la chanson Frien ship's train de Gladys Knight and the Pips, un vidéoclip sur la chanson For once in my life de Stevie Wonder et un vidéoclip sur la chanson It takes two(émission du samedi 2 novembre 1985)[9]
- Un vidéoclip sur la chanson Sixteenstones de Temessee Ernie, un vidéoclip sur la chanson I can't get a witness, un vidéoclip sur la chanson Up tight de Stevie Wonder et un vidéoclip sur la chanson Two many fishes in the sea par les Marvelettes (émission du samedi 9 novembre 1985)[10]
- Un vidéoclip sur la chanson Two lovers de Mary Wells, un autre sur la chanson Dancing machine des Jackson Five et un autre la chanson I was made to lover her (émission du samedi 16 novembre 1985)[11]
- Un vidéoclip sur la chanson Mickey Monkey et un autre la chanson After you've gone (émission du samedi 23 novembre 1985)[12]